# Godków (województwo dolnośląskie)
Godków (niem. Guckelhausen) – wieś w Polsce, położona w województwie dolnośląskim, w powiecie średzkim, w gminie Kostomłoty.

## Podział administracyjny
| SIMC    | Nazwa     | Rodzaj     |
| ------- | --------- | ---------- |
| 0876005 | Osieczyna | przysiółek |

W latach 1975–1998 miejscowość administracyjnie należała do województwa wrocławskiego.

## Obiekty zabytkowe
We wsi znajduje się XVIII-wieczny kościół pw. Siedmiu Boleści NMP, zbudowany z kamienia i cegły, filia parafii św. Szymona i św. Judy Tadeusza w Gościsławiu.